# Pimenikó (Kastoriá)
Pimenikó, en grec moderne : Ποιμενικό, est un village historique et inhabité du dème de Kastoriá, district régional de Kastoriá, en Macédoine-Occidentale, Grèce.